# Kîselivka, Novhorod-Siverskîi
Kîselivka (în ucraineană Киселівка) este un sat în comuna Mamekîne din raionul Novhorod-Siverskîi, regiunea Cernihiv, Ucraina.

## Demografie
Componența lingvistică a localității Kîselivka
     Ucraineană (82,86%)
     Rusă (17,14%)
Conform recensământului din 2001, majoritatea populației localității Kîselivka era vorbitoare de ucraineană (82,86%), existând în minoritate și vorbitori de rusă (17,14%).